# Alexéi Gadeyev
Alexéi Gadeyev –en ruso, Алехей Гадеев– es un deportista ruso que compitió en escalada, especialista en la prueba de velocidad.
Ganó una medalla de bronce en el Campeonato Mundial de Escalada de 1999 y una medalla de bronce en el Campeonato Europeo de Escalada de 2002.

## Palmarés internacional
| Campeonato Mundial | Campeonato Mundial       | Campeonato Mundial | Campeonato Mundial |
| Año                | Lugar                    | Medalla            | Prueba             |
| ------------------ | ------------------------ | ------------------ | ------------------ |
| 1999               | Birmingham (Reino Unido) | Medalla de bronce  | Velocidad          |
| Campeonato Europeo |                          |                    |                    |
| Año                | Lugar                    | Medalla            | Prueba             |
| 2002               | Chamonix (Francia)       | Medalla de bronce  | Velocidad          |